# Bustech

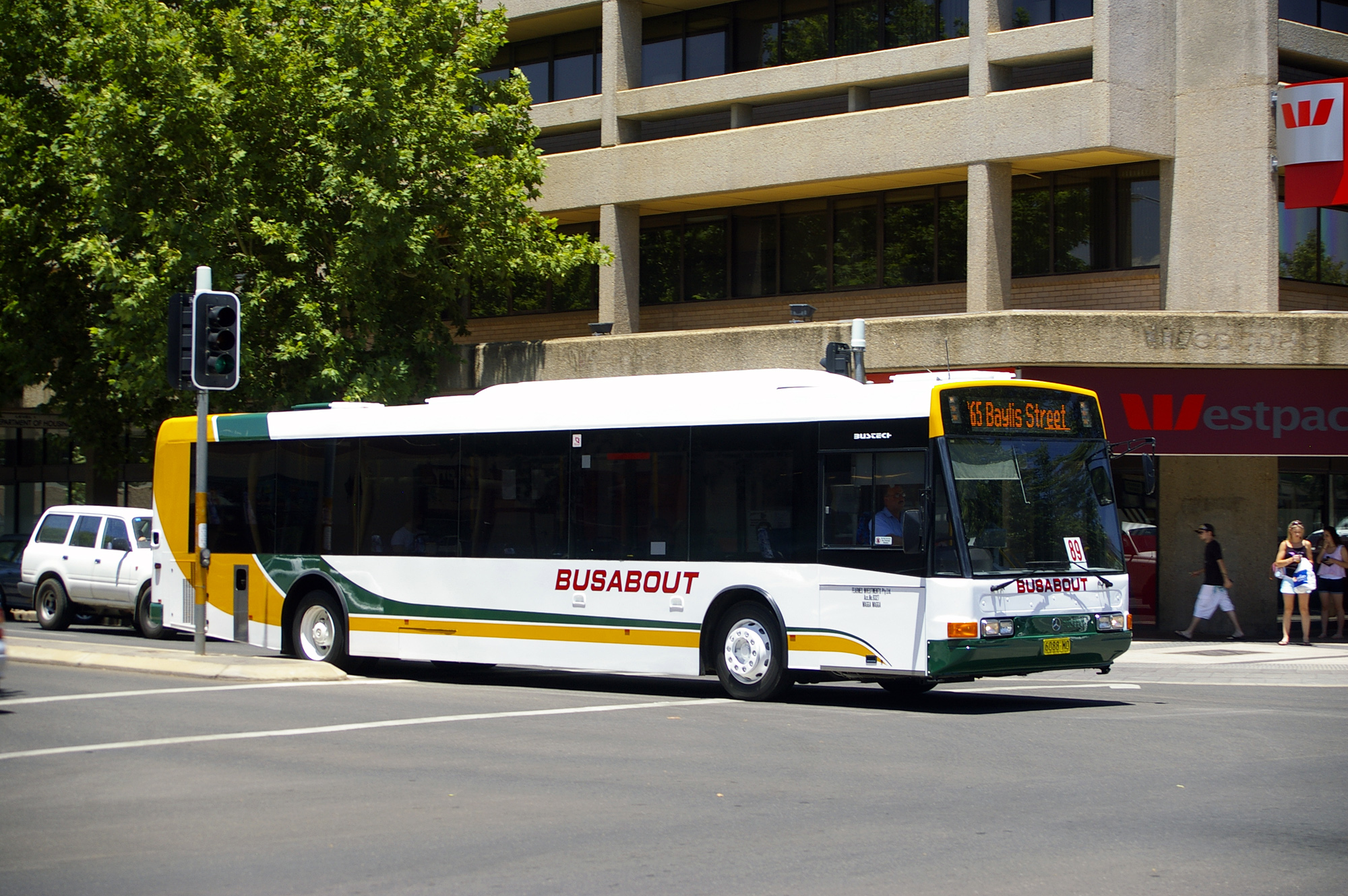
Bustech

Bustech — фирма, производящая автобусные кузова на шасси других компаний.
1998 г. — основана в австралийском штате Квинсленд, на Золотом Берегу транспортной компанией Surfside Buslines для производства и пополнения своего быстрорастущего парка автобусов. Со временем, для расширения производства, фирма Bustech планирует открыть филиал в Reedy Creek, где будет выпускаться до 250 автобусов в год благодаря новой производственной линии.
Главной Bushech продукцией сегодня являются кузова VST для низкопольны автобусов. Также началось производство школьных автобусов, называемых «Graduate».

## Модели VST
После 2003 г. Bushech начал производить новые низкопольные автобусы с кузовами VST. Для модели VST используются шасси Volvo B12BLE и Mercedes-Benz OC500LE. Автобус в однодверной версии имеет 55 сидячих мест, и в двухдверной — 51 место.
Surfside Buslines приобрела около 70 последних моделей VST для использования в своем автопарке. Транспортные компании штата Квинсленд сейчас имеют модели автобусов VST в своих автопарках в Сиднее и в штате Новый Южный Уэльс. Они включают Veolia NSW, Busabout и Interline Bus Services в Сиднее.